# Ligamento inguinal
El ligamento inguinal (ligamento de Poupart , ligamento femoral o arco femoral) es una banda que recorre desde el tubérculo del pubis hasta la espina ilíaca antero superior. Su anatomía es muy importante para operar pacientes con hernias.

## Estructura
Forma la base del canal inguinal a través del cual se puede desarrollar una hernia inguinal indirecta.
El ligamento inguinal (crural) corre desde la espina iliaca anterio superior del ilion hasta el tubérculo del pubis.  Está formado por la aponeurosis del oblicuo externo y el borde inferior engrosado de la fascia transversal
En su trayecto, contiene el cordón espermático, en el hombre, y el ligamento redondo del útero, en la mujer.
Estructuras que atraviesan bajo el ligamento inguinal, incluyen:
- Psoas mayor, iliaco, pectíneo
- Nervio, Arteria y Vena Femoral
- Nervio cutáneo femoral lateral
- Ganglios Linfáticos

- Datos: Q285715